# Dana van Dreven
Dana van Dreven (Amsterdam, 8 juli 1974) is een Nederlandse dj van onder meer hardcore, ze is bekend onder de namen Lady Dana en DJ Dana.

## Leven
Dana begon haar carrière in 1993. Aanvankelijk draaide Dana vooral hardcore, onder de naam Lady Dana, maar in de loop der tijd ontwikkelde ze meer haar eigen stijl. De stijl die zij tussen 1995 en 2002 voornamelijk draaide was vooral een combinatie van verschillende stijlen dancemuziek. Sinds een paar jaar is Dana van Dreven, onder haar pseudoniem DJ Dana, steeds meer techno, trance en hardstyle gaan mixen.
Ze vergaarde in 2002 bekendheid met haar remix van het Sensation Anthem 2002 van dat jaar.
In 2004 behaalde Dana de 29e positie van de English MixMag list van populairste dj's in de wereld. Ze is ook twee keer genomineerd geweest voor een TMF Award, van de Nederlandse zender TMF. In 2004 behaalde zij uiteindelijk de 4e plaats bij dit prijzenevenement.
Sinds 2004 heeft ze haar eigen platenlabel Danamite, een sublabel van The Third Movement.
Ze moest in 2010 een pauze inlassen na een reeks medische aandoeningen: na een reeks angstaanvallen werd voor het eerst de diagnose burn-out gesteld. Na een jaar van herstel werd er een melanoom ontdekt, en werden haar lymfeklieren verwijderd. Na de operatie had ze pijn in haar schouder door een beknelde zenuw. Er werd bij haar een zenuwbeschadiging vastgesteld, wat een constant pulserende pijn in haar linkerarm veroorzaakte. Na twee en een half jaar keerde ze terug op het laatste Thunderdome-festival, waar ze een set uitvoerde met voornamelijk één arm.

## Albums (mix)
- 2002 Mix 01: ID&T Presents Dana
- 2003 X-Qlusive Dana
- 2004 Dj Dana
- 2006 Dana

- Gemeinsame Normdatei: 135469473
- International Standard Name Identifier: 0000 0000 5712 9527
- MusicBrainz: 7e885f56-b96b-46d5-9aa0-db0a2c25e2d3
- Virtual International Authority File: 80204395
- WorldCat: E39PBJymwyxGBTXBCgFhBdWCcP